# Коритарки
Коритарки (словац. Korytárky) — село, громада в окрузі Детва, Банськобистрицький край, Словаччина. Площа громади 9,04 км². Станом на 31 грудня 2015 року в селі проживало 966 осіб.

## Географія
Протікає річка Кривець.

## Історія
Перші згадки про село датуються 1661 роком.

## Населення
| Рік:            | 1994. | 2004.   | 2014.   | 2024.   |
| --------------- | ----- | ------- | ------- | ------- |
| Кількість осіб: | 1043  | 1011    | 961     | 941     |
| Різниця:        |       | -3,06 % | -4,94 % | -2,08 % |

| Рік:            | 2023. | 2024.   |
| --------------- | ----- | ------- |
| Кількість осіб: | 936   | 941     |
| Різниця:        |       | +0,53 % |